# Łubiec
Łubiec – wieś w Polsce położona w województwie mazowieckim, w powiecie warszawskim zachodnim, w gminie Leszno. Ma status sołectwa.
W skład sołectwa Łubiec wchodzi także wieś Grabina.
Wieś szlachecka położona była w drugiej połowie XVI wieku w powiecie sochaczewskim ziemi sochaczewskiej województwa rawskiego. W latach 1954–1959 wieś należała i była siedzibą władz gromady Łubiec, po jej zniesieniu w gromadzie Leszno. W latach 1975–1998 miejscowość administracyjnie należała do województwa warszawskiego.